# Награда Васа Пелагић
Награда "Васа Пелагић" је награда за врхунска остварења у образовању. Награду додељује Педагошки покрет Србије. Испред Педагошког покрета то обавља петочани жири који је 2006. годину доделио следеће награде:
- Педагошки практичар - Јасмина Пивнички из Сремске Каменице
- Педагошки руководилац- Никола Вујичић, из Косовске Митровице
- Педагошки критичар - др Слободан Турлаков, из Београда
- Аутор образовне емисије - др Петар Пауновић, Зајечар
- Новинар у образовању - Бранка Борисављевић
- Педагошка установа - педагошка установа „Радост“ из Врњачке Бање
- Студент 2006 - Ана Јоксимовић, Ужице, са учитељског факултета
- Родитељ 2006 - Даница Коломпар из Новог Сада
- Аутор педагошке књиге - мр Славољуб Васојевић, из Краљева